# Нова национална партия
Новата национална партия (на английски: New National Party) е дясноцентристка консервативна политическа партия в Гренада.
Основана е през 1984 година с обединяването на няколко десноцентристки партии. Партията е управляваща през 1984-1990, 1995-2008 и от 2013 година.
На парламентарните избори през 2013 година Новата национална партия получава 59% от гласовете и всичките 15 места в Камарата на представителите.